# 本庄為明
本庄 為明（ほんじょう ためあき）は、戦国時代の武蔵国本庄（現在の埼玉県本庄市出身）の武将。東本庄館2代館主。官途名は宮内少輔。
児玉党の本宗家となった本庄時家の末裔にして、東本庄の地に居館を築いた本庄信明の嫡男。父信明が延徳2年（1490年）に没した後、家督を継いで館主になったものとみられる。父と同様に山内上杉氏（関東管領）に仕え、足利氏と対立した。子息（次代）は本庄将明。墓所は安養院か。
本庄氏の系図と見られる姓未詳の系図に信明と同様、宮内少輔と記されている。また、『四方田系図略図』にも宮内少輔と書かれている。